# Court 1 (French Open)
Court 1 – stadion tenisowy kompleksu Stade Roland Garros w Paryżu, na którym od 1928 roku rozgrywany jest wielkoszlemowy turniej tenisowy French Open.
Obiekt wybudowany został w 1980, a zburzony po zakończeniu French Open 2019. W 2019 oddano do użytku nową arenę, Court Simonne Mathieu z liczbą 5 290 krzesełek, która zastąpiła Court 1.
Court 1 zaprojektował Jean Lovera. Kształtem przypominał owal, a angielscy i hiszpańscy fani dyscypliny nazywali kort Bullring (po polsku arena walki byków). Z racji ulokowania miejsc widzowie oglądający mecze mogli w większym stopniu niż na innych kortach Stade Roland Garros odczuć emocje towarzyszące rywalizacji. Liczba miejsc na stadionie wynosiła 3 800 i była trzecim pod względem siedzeń w kampusie po Court Philippe Chatrier i Court Suzanne Lenglen.